# Government to Business
Per Government to Business si intende rapporto che si instaura, solitamente on-line, tra Pubblica Amministrazione e imprese.
La Pubblica Amministrazione diventa uno sportello telematico tramite il quale è possibile richiedere, utilizzando la Carta nazionale dei servizi, documenti, certificati o compilare modulistica on-line.